# Joodse Vrouwenraad
De Joodse Vrouwenraad in Nederland (oorspronkelijk gespeld als Joodsche Vrouwenraad) was een Nederlandse vrouwenvereniging met een Joodse achtergrond.

## Geschiedenis

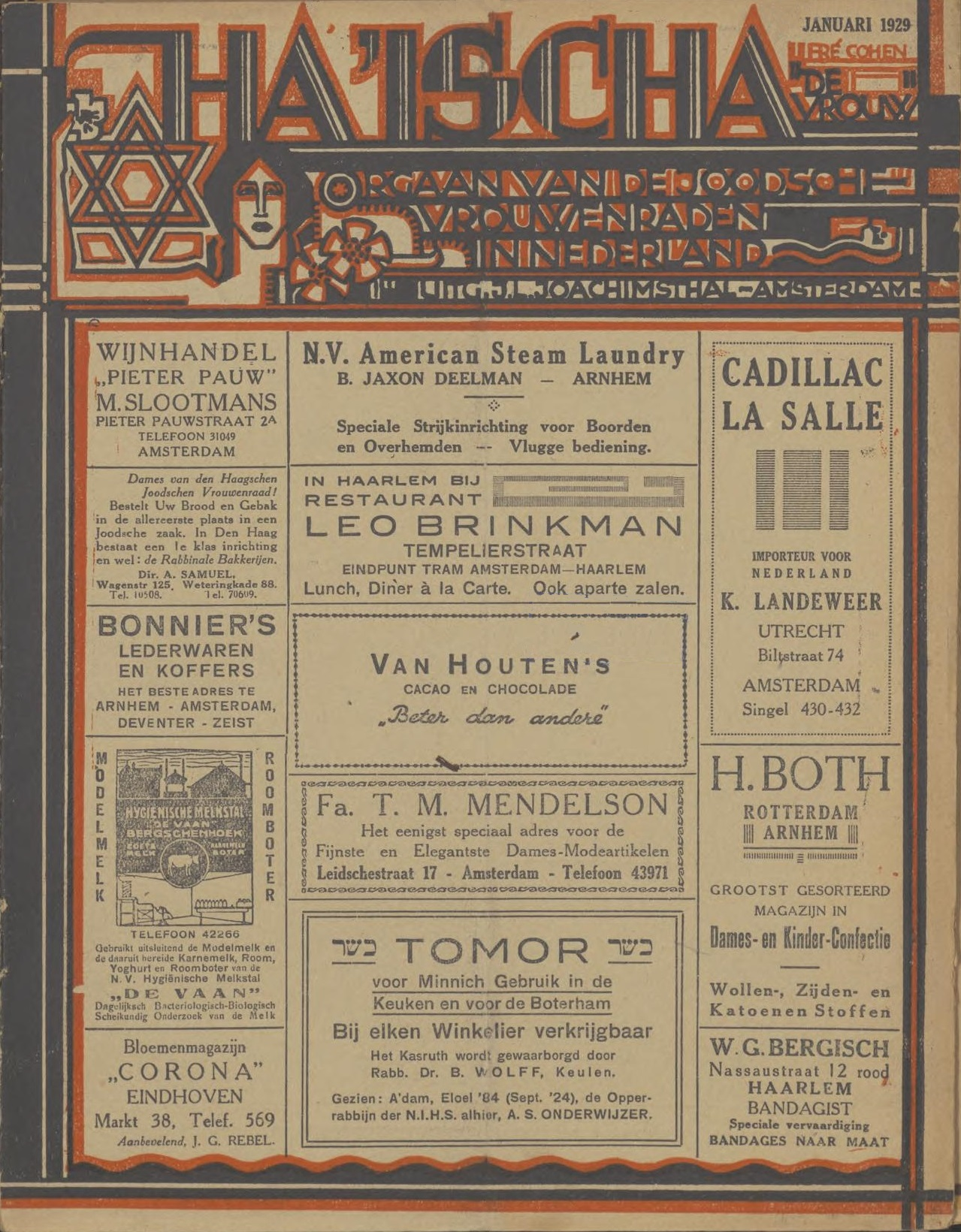
Ha'ischa. Orgaan van de joodsche vrouwenraden in Nederland, januari 1929. Ontwerp door Fré Cohen.

In 1921 werd de eerste afdeling van de Joodse Vrouwenraad opgericht in Amsterdam. Daarna volgden regionale afdelingen in Rotterdam (oktober 1923), Den Haag (november 1923) en Arnhem (februari 1924). Op 11 november 1929 werden de afzonderlijke raden samengevoegd tot een landelijke raad onder de naam Joodsche Vrouwenraad in Nederland. Plannen voor de samenvoeging van de afzonderlijke raden ontstonden reeds in 1923. Door het creëren van een landelijke raad zou de Joodse Vrouwenraad kunnen toetreden tot de wereldbond voor Joodse vrouwen. De onderhandelingen over de invulling verliepen stroef, omdat de Rotterdamse afdeling vreesde dat het Palestina-werk van de Amsterdamse afdeling het neutrale karakter van de vereniging zou beïnvloeden.
Na de oprichting van de landelijke raad werden er ook afdelingen in Groningen, Utrecht en 't Gooi opgericht. De eerste voorzitster van de landelijke raad was Caroline Wijsenbeek-Franken. Van 1932 tot en met 1940 werd de Joodse Vrouwenraad geleid door Phine Vigeveno. 
Het doel van de vereniging was het stimuleren en versterken van het bewustzijn van solidariteit onder Joodse vrouwen. Vrouwen uit alle stromingen van het Jodendom waren welkom bij de organisatie. De vereniging was actief op maatschappelijk, cultureel en zionistisch gebied en organiseerde onder andere lezingen, cursussen en conferenties. In 1937 had de Joodse Vrouwenraad ongeveer 1500 leden. 
Vanaf januari 1929 gaf de Joodse Vrouwenraad een eigen maandblad uit, genaamd Ha’ischa: Orgaan van den Joodschen Vrouwenraad in Nederland, waarin lezeressen werden geïnformeerd over actuele Joodse kwesties, vrouwenbelangen, vrouwenarbeid en de positie van het Joodse volk wereldwijd. De Joodse Vrouwenraad werkte samen met andere vrouwenverenigingen, waaronder de Nederlandsche Vereeniging voor Vrouwenbelangen en Gelijk Staatsburgerschap (NVVGS), de Nederlandse Vereniging van Huisvrouwen en de Unie voor Vrouwenbelangen.

### Maatschappelijk werk
De Joodse Vrouwenraad had enkele onderafdelingen en comités die zich bezighielden met maatschappelijk werk. In 1925 werden clubs opgericht voor jonge fabrieksarbeidsters tussen de 14 en 18 jaar genaamd 'Zwaluwnesten'. Deze clubs hielden zich bezig met de morele opvoeding en vorming van de jonge meisjes. In 1934 werd er een commissie opgericht die Joodse meisjes opleidde tot dienstboden. Met name het ritueel koken was een belangrijk onderdeel binnen de cursus.
In 1930 richtte de Joodse Vrouwenraad een Comité ter bestudering van Joodsche huwelijks- en scheidingswetten op om Joodse vrouwen te informeren over hun rechten bij het huwelijk en echtscheiding. Joodse vrouwen uit de arbeidersklasse konden vanaf 1935 huishoudelijke voorlichting krijgen.
Voor mensen in armoede richtte de Joodse Vrouwenraad een inlichtingen- en adviesbureau en kledingdepots op. In 1937 hadden 19.000 mensen kleding ontvangen van de organisatie. Daarnaast boden zij kraamzorg en deelden ze levensmiddelen uit.

### Hulp aan vluchtelingen
Na de machtsovername door Adolf Hitler in nazi-Duitsland in 1933 werd er door de Joodse Vrouwenraad extra aandacht geschonken aan Duits-Joodse vluchtelingen, met name kinderen. Er werd onder meer een commissie die zocht naar geschikte pleeggezinnen in het leven geroepen. Daarnaast organiseerde de Joodse Vrouwenraad 'vakantie acties' waardoor Duits-Joodse kinderen in Nederland op vakantie konden.

## Opheffing van de vereniging
Het uitbreken van de Tweede Wereldoorlog in Nederland had grote impact op de joodse bevolking en joodse verenigingen. In december 1940 werd de Joodse Vrouwenraad door de Duitse bezetter opgeheven.